# Muteki
"Muteki" - les Éditions Muteki est un éditeur de mangas qui a fait ses débuts en 2003. Les responsables de cette maison d’édition ont débuté dans le fanzinat avec Anime Toki, et ces passionnés ont ensuite décidé de se lancer dans l’édition. L'éditeur basé à Bezons a depuis interrompu ses activités à la suite de la liquidation judiciaire et fermé ses portes, laissant inachevée la parution de ses séries.

## Mangas édités
- Girls Saurus
- La plume de feu